# Jean Rey (Radsportler)
Jean Rey (* 29. Mai 1925 in Toulouse; † 13. November 1950 in Montélimar) war ein  französischer Radsportler.
1949 wurde Jean Rey französischer Meister im Straßenrennen und gewann das Rennen Paris–Camembert. Zweimal startete er bei der Tour de France, 1948 belegte er Platz 43 in der Gesamtwertung, 1949 gab er nach der zehnten Etappe auf. 1949 nahm er zudem an den Straßen-Weltmeisterschaften teil und wurde 22. im Straßenrennen.
Am 13. November 1950 war Rey gemeinsam mit dem Radrennfahrer Jacques Moujica im Auto unterwegs. Auf der Route nationale 7 stieß ihr Wagen mit einem Lkw zusammen, und beide Männer starben.